# Francis Conyngham, II marchese di Conyngham
Francis Nathaniel Conyngham, II marchese di Conyngham (Dublino, 11 giugno 1797 – Londra, 17 luglio 1876) è stato un politico e ufficiale britannico.

## Biografia
Era il secondogenito di Henry Conyngham, I marchese di Conyngham, e di sua moglie, Elizabeth Denison, e fratello di  Henry Francis Conyngham, Conte di Mount Charles e di Albert Denison, I barone Londesborough.
Studiò a Eton College.

## Carriera politica
Rappresentò Westbury (1818-1820), e in seguito rappresentò Donegal (1825-1831). È stato sotto il conte di Liverpool come sottosegretario di Stato per gli affari esteri (1823-1826), e lord del Tesoro (1826-1830). Nel 1832 successe al padre nel marchesato ed è entrato nella Camera dei lord.
Nel luglio 1834 Lord Conyngham si unì al governo Whig di Lord Melbourne come Direttore Generale delle Poste del Regno Unito, incarico che mantenne fino a quando il governo cadde, nel dicembre dello stesso anno, e ricoprì la stessa carica nel secondo governo di Melbourne tra aprile e maggio 1835. In quest'ultimo mese prestò giuramento nel Consiglio privato di sua maestà e fu nominato Lord Ciambellano, carica che mantenne fino al 1839.
Lord Conyngham fu anche Vice Ammiraglio dell'Ulster (1849-1876) e luogotenente della contea di Meath (1869-1876); anche nominato Cavaliere di Gran Croce dell'Ordine reale guelfo nel 1830 ed Cavaliere dell'Ordine di San Patrizio nel 1833.

## Carriera militare
Fece parte della British Army nel 1820, nominato in seguito maggior generale nel 1858, un tenente generale nel 1866 e generale nel 1874.

## Cortigiano
In gioventù, Lord Conyngham fu Paggio d'Onore del Principe Reggente (poi re Giorgio IV). Tra il 1820 e il 1830 fu un valletto della Camera Privata del Re e Master of the Robes di Giorgio IV. Alle 05:00 del 20 giugno 1837, insieme a William Howley, Arcivescovo di Canterbury, andò a Kensington Palace per informare la principessa Vittoria che era diventata Regina del Regno Unito in seguito alla morte di suo zio, re Guglielmo IV; fu il primo che si rivolse alla giovane sovrana con il titolo di Sua Maestà.

## Matrimonio
Sposò, il 23 aprile 1824, Lady Jane Paget, figlia del feldmaresciallo Henry William Paget, I marchese di Anglesey e Lady Caroline Elizabeth Villiers. Ebbero sei figli:
- George Conyngham, III marchese di Conyngham (1825-1882)
- Lady Jane Conyngham (1826-1900), sposò Francis Spencer, II barone Churchill, ebbero un figlio;
- Lady Cecilia Augusta Conyngham (?-1877), sposò Sir Theodore Brinckman, II baronetto, ebbero due figli;
- Lady Frances Caroline Martha Conyngham (1827-1898), sposò Gustavus Lambart ed ebbe figli.
- Lady Elizabeth Georgiana Conyngham (1829-1904), sposò George Finch-Hatton, XI conte di Winchilsea, ebbero quattro figli;
- Lord Francis Nathaniel Conyngham (1832-1880), sposò Georgiana Charlotte Morgan, non ebbero figli.

## Morte
Lady Conyngham morì a Folkestone, nel Kent, nel gennaio 1876, all'età di 77 anni. Lord Conyngham le sopravvisse cinque mesi, morì a Londra il 17 luglio 1876, all'età di 79 anni, dopo un intervento di litotomica.